# WrestleMania 13
WrestleMania 13 è stata la tredicesima edizione dell'omonimo pay-per-view di wrestling, prodotto dalla World Wrestling Federation. L'evento si è svolto il 23 marzo 1997 al Rosemont Horizon di Rosemont, Illinois. Il main event fu un no disqualification match per il WWF Championship tra The Undertaker e il campione Sycho Sid, il quale vide Undertaker vincitore.

## Evento
Steve Austin affronta Bret Hart in uno storico Submission Match con Ken Shamrock come arbitro speciale. Nel Main event The Undertaker batte Sycho Sid e vince il suo secondo titolo mondiale. Come nel 1991 anche qui il Main Event sarebbe dovuto essere un rematch tra Bret Hart e Shawn Michaels col canadese che avrebbe dovuto avere la meglio su Michaels. Quest'ultimo dichiarò di essersi infortunato (secondo i più per non essere sconfitto da Hart), con la federazione obbligata a cambiare i piani per il match conclusivo dell'evento. Il comportamento di Michaels ovviamente fece andare su tutte le furie Bret Hart e fu un preludio allo Screwjob di Montréal.

## Risultati
| #            | Risultati | Stipulazioni                                                                                  | Durata |
| ------------ | --- | --------------------------------------------------------------------------------------------- | ------ |
| Free for All | Billy Gunn ha sconfitto Flash Funk (con Funkette Tracy e Funkette Nadine). | Single match                                                                                  | 07:05  |
| 1            | The Headbangers (Mosh e Thrasher) hanno sconfitto The New Blackjacks (Blackjack Windham e Blackjack Bradshaw), The Godwinns (Henry O. e Phineas I. Godwinn) (con Hillbilly Jim), e Doug Furnas e Phil LaFon. | Four-way tag team elimination match per determinare gli sfidanti ai WWE Tag Team Championship | 10:39  |
| 2            | Rocky Maivia (c) ha sconfitto The Sultan (con Bob Backlund e The Iron Sheik). | Single match per il WWF Intercontinental Championship                                         | 09:45  |
| 3            | Hunter Hearst Helmsley (con Chyna) ha sconfitto Goldust (con Marlena). | Single match                                                                                  | 14:28  |
| 4            | Owen Hart e The British Bulldog (c) vs. Mankind e Vader (con Paul Bearer) termina in un doppio count out | Tag team match per il WWF Tag Team Championship                                               | 16:08  |
| 5            | Bret Hart ha sconfitto Steve Austin per Sottomissione Tecnica | Submission match con Ken Shamrock come arbitro speciale                                       | 22:05  |
| 6            | The Legion of Doom (Hawk e Animal) e Ahmed Johnson hanno sconfitto The Nation of Domination (Faarooq, Crush e Savio Vega) (con Wolfie D, J.C. Ice e Clarence Mason).                                         | Chicago Street Fight match                                                                    | 10:45  |
| 7            | The Undertaker ha sconfitto Sycho Sid (c) | No Disqualification match per il WWF Championship                                             | 21:19  |